# Mas de Bastistó
El Mas de Bastistó és una obra d'Alcover (Alt Camp) protegida com a Bé Cultural d'Interès Local.

## Descripció
Masia de grans dimensions i aspecte senyorial, de forma irregular i de planta baixa, planta pis i golfes; s'alçades variables, s'adapta a una topografia en pendent. Les parets són de pedra i això dona uniformitat al conjunt. S'hi ha fet obres de rehabilitació recentment- Prop d'aquest volum principal hi ha altres edificacions, magatzems i un altre mas. L'entorn és clarament agrícola, amb conreus diversos tals com: ametllers, oliveres i avellaners.